# EMD F7

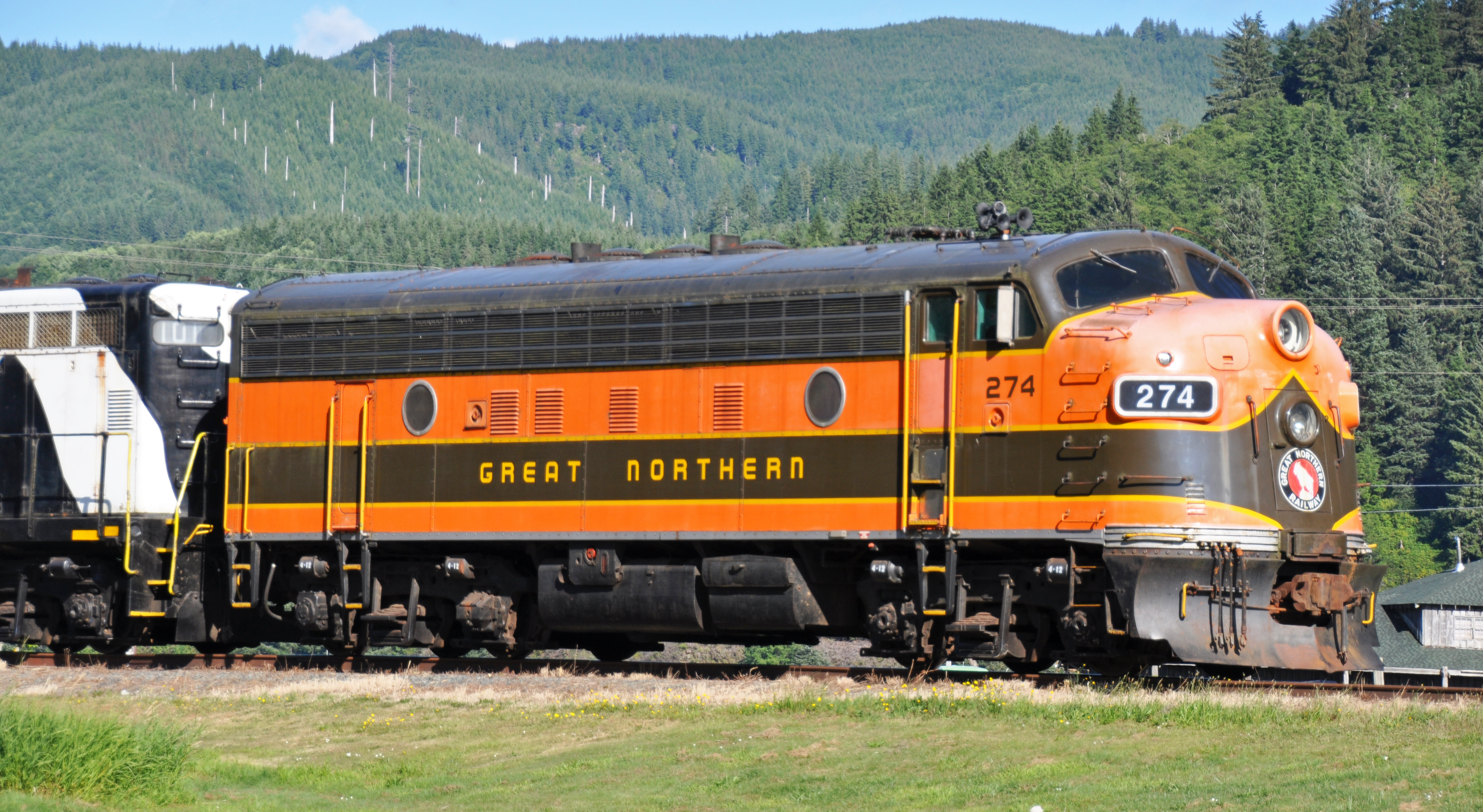
Lokomotiva F7 v barvách železnice Great Northern

EMD F7 je dieselová lokomotiva s elektrickým přenosem výkonu vyráběná mezi lety 1949 a 1953. S téměř 4 000 vyrobenými kusy se jedná o jednu z nejúspěšnějších lokomotiv americké firmy Electro-Motive Division (EMD, součást General Motors), která se velkou měrou zasloužila o motorizaci severoamerických železnic. Odvozené typy byly licenčně vyráběny i v zahraničí.

## Historie

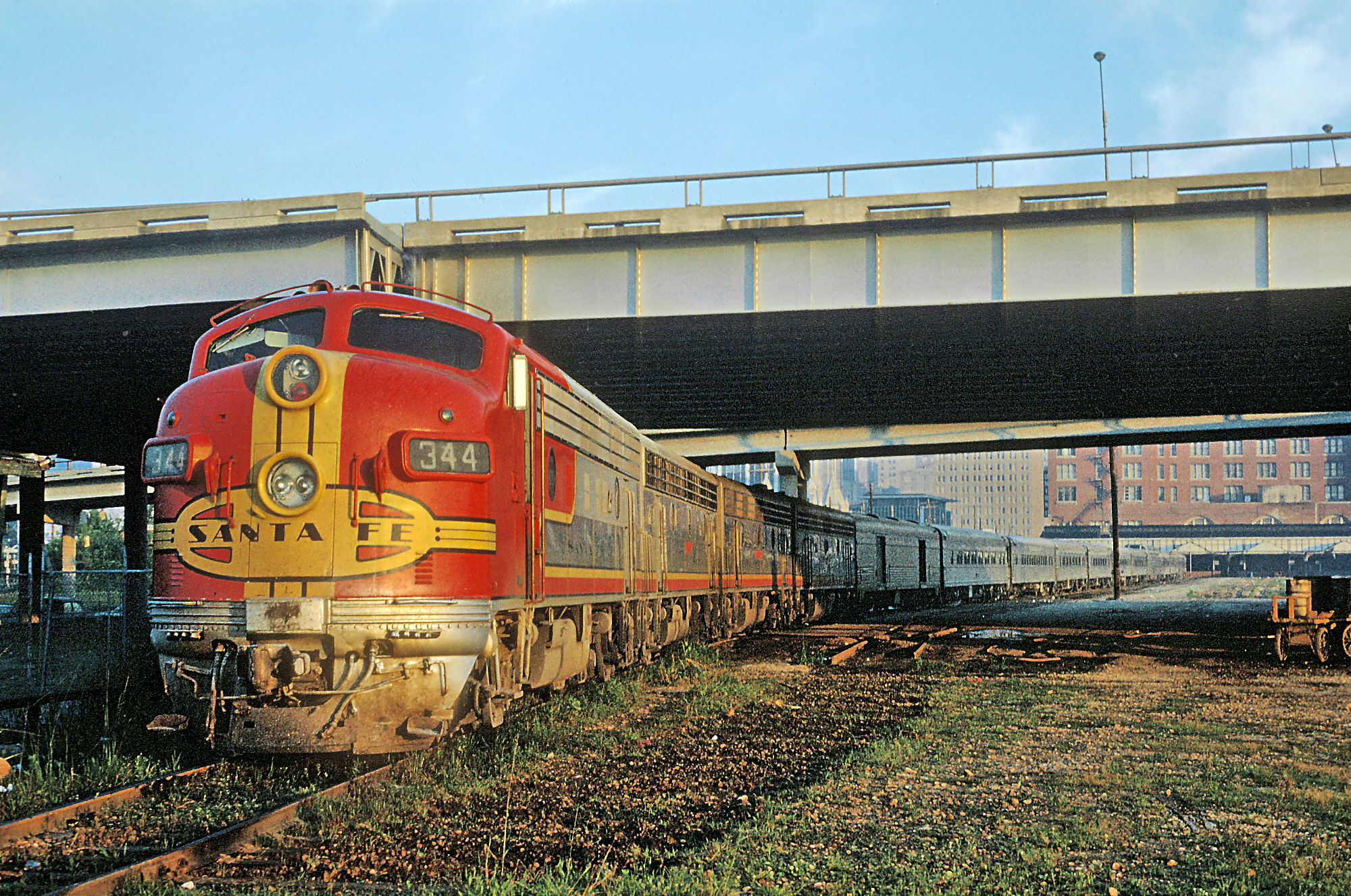
F7 společnosti ATSF v čele expresu Texas Chief

Model F7 je jedním ze série lokomotiv F společnosti EMD. Ve výrobě nahradil předchozí model F3, se kterým sdílel spalovací motor, generátor a velmi podobný vnější vzhled, byly však mimo jiné provedeny úpravy pro zvýšení tažné síly a snížení náročnosti na údržbu. Ač byly lokomotivy F původně zamýšleny jako stroje schopné nahradit parní trakci v nákladní vozbě, nezřídka byly nasazovány i v osobní dopravě. Lokomotivy F7 jsou jedněmi z nejpočetnějších z produkce EMD, celkem bylo dle Marreho pro severoamerický trh vyrobeno 3 849 kusů. Výroba probíhala v závodě EMD La Grange na předměstí Chicaga, část lokomotiv sjela z výrobní linky General Motors Diesel (GMD) v Londonu, kde se od roku 1950 vyráběly lokomotivy pro kanadský trh. Staly se jedním ze symbolů poválečné motorizace amerických železnic a přispěly k dominanci koncernu GM na trhu s dieselovými lokomotivami. Vyrobeno bylo i 371 kusů podobného modelu FP7 určeného primárně pro osobní dopravu, ten si díky prodlouženému rámu vezl přídavnou nádrž o objemu 3 600 l vody pro parní vytápění, čímž bylo v porovnání se základním modelem možné prodloužit interval mezi zastávkami pro doplňování vody. Nástupcem lokomotiv F7 se staly lokomotivy F9.
Lokomotivy série F, F7 nevyjímaje, byly ve službě postupně nahrazovány univerzálnějšími lokomotivami kapotového uspořádání, jejichž výkon se navíc neustále zvyšoval. Pro srovnání, čtyřnápravová lokomotiva GP40 z roku 1965 disponovala stejným výkonem jako dvě lokomotivy F7. V 60. a 70. letech tak bylo vyřazeno velké množství lokomotiv F, mnoho z nich EMD vykoupilo na protiúčet při prodeji nových strojů. Snížení přepravních výkonů v 80. letech pak znamenalo konec pro většinu zbývajících flotil těchto lokomotiv, ačkoliv některé z nich pokračovaly ve službě u menších dopravců. Jednou z možností, jak prodloužit život stárnoucích strojů, byly i nejrůznější přestavby. Některé lokomotivy tak byly upraveny pro vozbu příměstských vlaků dosazením topných alternátorů, případně se z nich odstraněním pohonného ústrojí staly řídicí vozy pro provoz s vratnými soupravami. Železnice Southern Pacific dokonce několik strojů F7B konvertovala na zdroje elektrické energie pro své sněhové frézy. Jedním z nejrozsáhlejších však byl program železnice ATSF (známé také jako Santa Fe), jehož cílem bylo lokomotivy již nevyhovující pro traťovou službu upravit do podoby vhodné pro posun. Mezi lety 1970 a 1978 tak bylo v dílnách společnosti v Cleburne v Texasu přestavěno 233 lokomotiv (převážně typu F7) na kapotové uspořádání. ATSF se sice lokomotiv po přestavbě označených CF7 (C jako converted) již od roku 1984 zbavovala, uplatnění ale našly u více než padesátky provozovatelů. Často šlo o menší železnice, mezi uživateli však byl i státní osobní dopravce Amtrak, který je nasazoval na posun na odstavných nádražích a pracovní vlaky na Severovýchodním koridoru.

## Popis

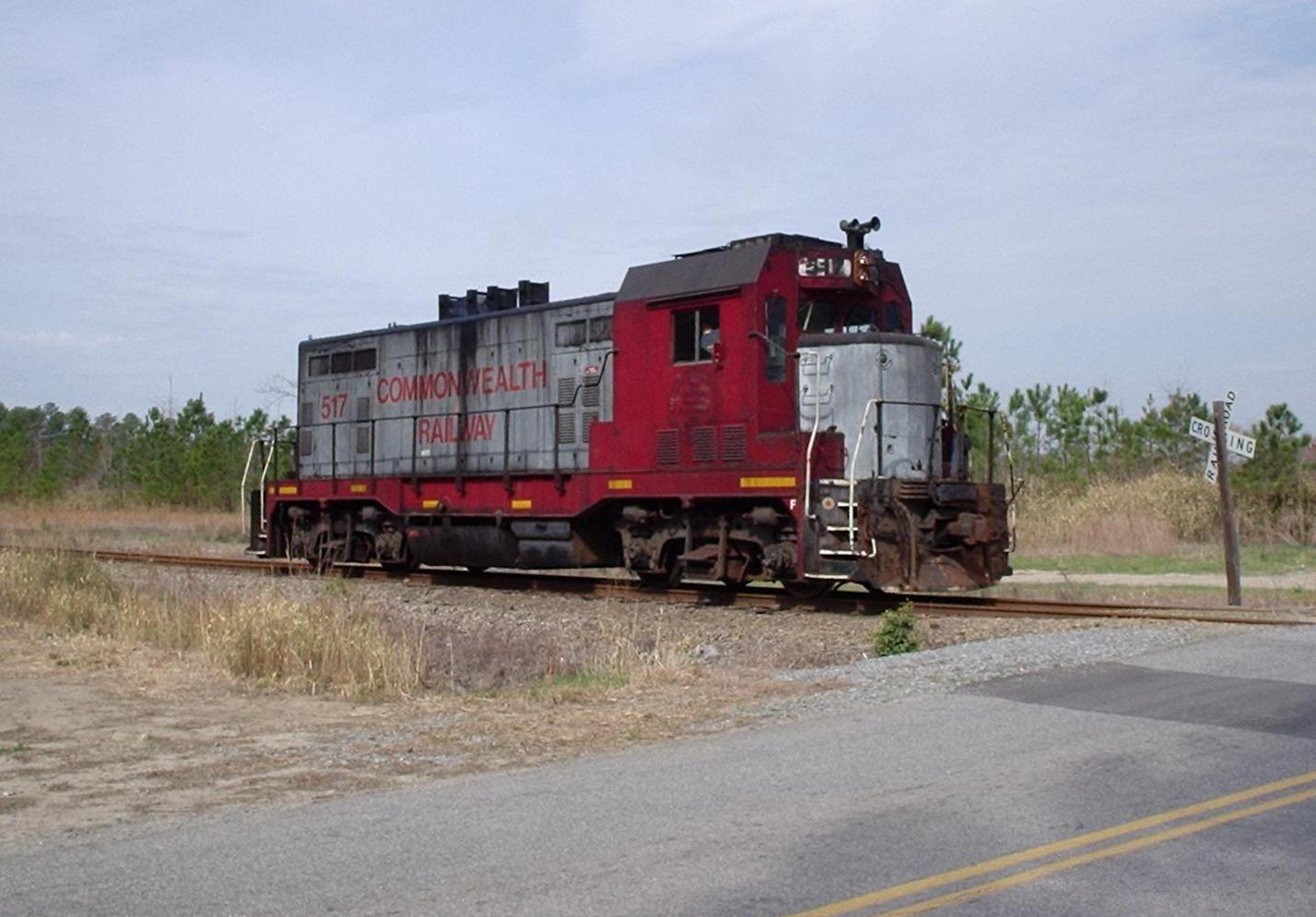
Bývalá F7 přestavěná na kapotovou lokomotivu CF7

F7 se svou konstrukcí řadí mezi lokomotivy, které se v anglicky psané literatuře označují termínem cab nebo carbody unit. Proudnicově tvarovaná skříň z ocelových profilů krytých oplechovanou překližkou je u nich nedílným nosným prvkem konstrukce. Lokomotiva je usazena na dvou dvounápravových podvozcích typu Blomberg a má tak uspořádání pojezdu Bo′Bo′. Vyráběla se v provedení A se stanovištěm strojvedoucího na jednom konci a provedení B (často označováno jako tzv. booster) bez stanoviště, které bylo možno dle potřeby různě kombinovat ve vícečlenném řízení. Verze A má na délku asi 15,4 m, článek B je o 0,2 m kratší. Udávaná hmotnost je u obou kolem 104 tun.
Lokomotivu F7 pohání 16válec EMD 16-567B, dvoudobý vznětový motor s válci do V přeplňovaný Rootsovým dmychadlem. Při vrtání 8,5 palců (216 mm) a zdvihu 10 palců (254 mm) je zdvihový objem jednoho válce 567 krychlových palců (9,29 l), odtud plyne označení motoru. Celkový zdvihový objem je pak 148,66 litrů. Rozmezí otáček je od volnoběžných 275 ot./min až po 800 ot./min v nejvyšším 8. stupni. Při něm lokomotiva dosahuje maximálního výkonu 1 500 koňských sil (asi 1 100 kW).
Se spalovacím motorem je přírubově spojen stejnosměrný trakční generátor D12 s jmenovitým napětím 600 V. Na společné hřídeli je umístěn i třífázový alternátor D14 o výkonu 80 kW, který napájí motory ventilátorů chlazení trakčních motorů a chlazení vodního okruhu spalovacího motoru. 10kW pomocný generátor o napětí 74 V se stará o dobíjení akumulátorových baterií a napájení obvodů nízkého napětí. Tříválcový dvojstupňový kompresor je skrze pružnou spojku připojen k rotoru trakčního generátoru.
Každé dvojkolí je poháněno tlapově zavěšeným stejnosměrným trakčním motorem D27. Na rozdíl od předchozích typů motorů je použita izolace z anorganických materiálů s vyšší tepelnou zatížitelností, což umožnilo zvýšit trvalý proud ze 700 A na 825 A. Maximální povolená rychlost lokomotiv F7 se v závislosti na zvoleném převodovém poměru pohybuje v rozmezí 55 mph (89 km/h) až 102 mph (164 km/h). Při použití nejobvyklejšího poměru 62:15 (maximální rychlost 105 km/h) a průměru dvojkolí 1 016 mm lokomotiva disponuje trvalou tažnou silou 178 kN, téměř o čtvrtinu vyšší než u modelu F3. Změn doznala i elektrodynamická brzda u lokomotiv, které jí byly vybaveny. Zapojení motorů je sérioparalelní a paralelní, v obou případech lze navíc využít šuntování. Přechod mezi těmito čtyřmi stupni probíhá buď automaticky, nebo je možné jej ovládat v manuálním režimu.